# Whitney Thompson
Whitney Thompson (sinh 26 tháng 9 năm 1987) là người mẫu thời trang Mỹ, tạo được ấn tượng từ danh vị người chiến thắng mùa thi mười của loạt chương trình truyền hình thực tế America's Next Top Model. Whitney là thí sinh ngoại cỡ đầu tiên chiến thắng trong lịch sử chương trình này.

## Thuở nhỏ
Trước khi tham gia chương trình, Whitney Thompson đã làm việc tại bắc Florida, ba lần làm mẫu trên trang bìa tạp chí Jacksonville. Bên cạnh nghề người mẫu ảnh bìa, Whitney còn làm bảo mẫu tại trường tiểu học Chets Creek.
Cô thi đỗ trung học Duncan U. Fletcher và đại học Bắc Florida.

## America's Next Top Model
Whitney Thompson đã tham gia chương trình cùng mười ba thí sinh nữ khác và đã giành chiến thắng một cách thuyết phục trở thành người thắng cuộc thứ mười của chương trình America's Next Top Model. Nhiều giám khảo cho rằng phần thể hiện và cá tính của cô có phần 'kênh kiệu' và 'giả tạo'. Whitney Thompson là người chiến thắng bốn lần bị xếp cuối bảng, nhiều hơn tất cả những người chiến thắng trước của ANTM.
Sau chiến thắng từ cuộc thi America's Next Top Model, Whitney ký được nhiều hợp đồng thương mại, trong đó phải kể đến hợp đồng cho chiến lược quảng cáo của mỹ phẩm CoverGirl, gia nhập và công ty quản lý người mẫu hàng đầu Elite Model Management. Cô cũng nhận lời làm người mẫu bìa cho nhiều tạp chí và báo uy tín.

## Sự nghiệp sau này
Sau chiến thắng, tên tuổi Whitney ngày càng nổi tiếng. Cô thường xuyên tham gia vào nhiều chương trình phỏng vấn trên báo đài: với tạp chí People, tuần san In Touch, chương trình truyền hình: Live with Regis and Kelly, Entertainment Tonight, Extra, The Big Idea with Donny Deutsch, E! News & The Morning Show with Mike and Juliet.
Hiện tại, cô đang làm đại diện ngôn luận cho Smile-Stylist and Right Fit.. Cùng bạn đồng nghiệp Dani Evans, Jaslene Gonzalez và Saleisha Stowers(người chiến thắng mùa 6-8-9) đóng quảng cáo Metrostyle. Tháng 8, 2008, cô xuất hiện trên trang bìa tạp chí Jacksonville cùng một bài phỏng vấn tổng hợp. Cô cũng làm người mẫu ảnh trong catalog Silhouette, Supermodels Unlimited, Salon Z và trang sức Eclectic
Tại tuần lễ thời trang New York 2008, cô tham gia trình diễn cho thương hiệu JCPenney và Saks Fifth Avenue..
Chiến thắng của Whitney Thompson là đòn mạnh giáng vào ngành thời trang vốn dĩ dành riêng cho những người mẫu biếng ăn, gầy nhom, cô tuyên bố rằng hình tượng người phụ nữ mảnh khảnh là thông điệp xấu gửi cho những người phụ nữ không đẹp đang yêu quý họ. Cô đang lên kế hoạch hành động chống lại tình trạng kén ăn, bắt chước theo kiểu mẫu của những người nổi tiếng, mở đầu là một vai trong Little in the Middle. Whitney vẫn liên kết thường xuyên với America's Next Top Model, cô tham gia một tập trong Mùa thi 11 và tham gia đêm chung kết.